# Pseudodiamesa vetusta
Pseudodiamesa vetusta är en tvåvingeart som beskrevs av Makarchenko 1989. Pseudodiamesa vetusta ingår i släktet Pseudodiamesa och familjen fjädermyggor. Inga underarter finns listade i Catalogue of Life.